# Dinastia Azad
Azad Cã Afegão (persa, em pastó: آزاد خان افغان), ou Azād Shāh Afegão (آزاد شاه افغان) (falecido em 1781), foi um comandante militar pastó e um grande candidato à supremacia no oeste do Irã após a morte de Nader Xá em 1747. Azad subiu ao poder entre 1752 e 1757, e teve sua base de poder na região do Azerbaijão (em vários momentos de sua carreira ocupando partes do Irã Central e Ocidental, bem como o Curdistão e Gulilão). Azad foi contemporâneo de Amade Xá Durrani, o fundador do Império Durrani.

## Carreira no início da vida
Azad nasceu na cidade de Andar, no leste de Gásni, Afeganistão, no clã Suleiman Khēl da confederação Ghilji pastó. Ele era supostamente descendente de Miruais Cã Hotaque.  Ele se juntou ao exército de Nader Xá por volta de 1738 e participou de suas campanhas na Índia e no Irã. Na época do assassinato de Nader, ele era o segundo em comando do Amir Aslan Cã Qeroğlu Afshar, o governador do Azerbaijão.

## Ascensão ao poder
Azad desempenhou um papel importante na luta pelo poder que se seguiu à morte de Nader. Ele rapidamente desertou Aslã Cã para o sobrinho de Nader e futuro sucessor, Ebrahim Mirza, e ganhou para si o título de cã. Em 1749, Ebrahim foi derrotado pelo neto de Nader, Saroque Xá. Azad Cã anexou a si mesmo e sua cavalaria afegã a Mīr Saied Maomé, o superintendente do santuário em Mexede, seguindo cujas ordens ele se retirou para as fronteiras ocidentais do Irã. Ele continuou envolvido na agitação no Irã e, por meio de uma série de alianças com chefes curdos e turcos locais e uma política de compromisso com o governante georgiano Heráclio II, Azad passou a controlar todo o território entre Ardabil e Úrmia em 1752. 

## Queda

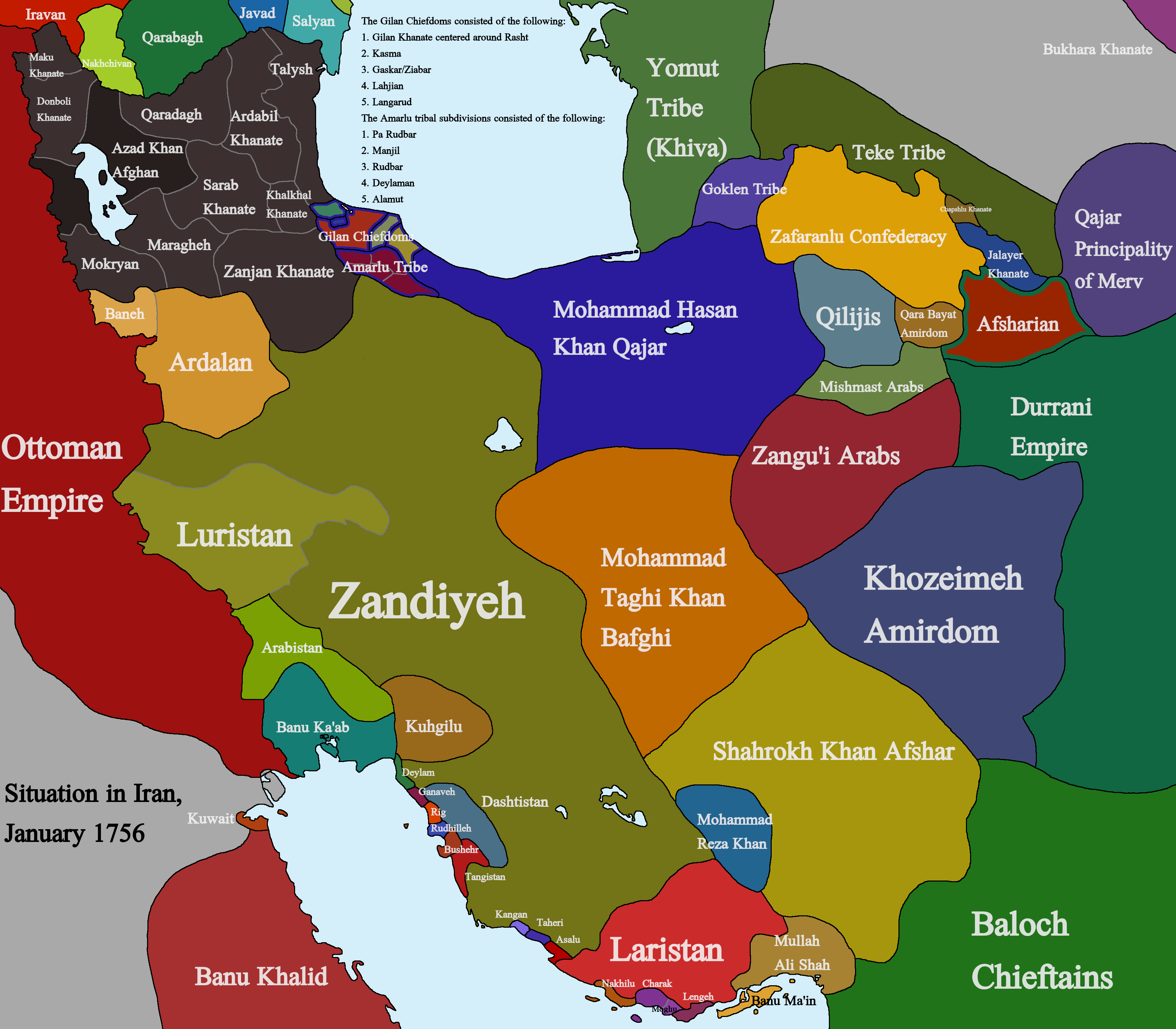
Mapa do Irã logo após a repulsão de Azad Cã Afegão do Irã Central em 1755

Azad, derrotado na batalha de Kirkhbulakh, não conseguiu ganhar as terras ao norte do Aras devido ao poder georgiano, mas conseguiu, em 1753, anexar as províncias centrais de Zagros. Ele iria unir suas forças com o líder Bakhtiari Ali Mardan Cã, avançando de Bagdá contra o regente de facto do oeste do Irã, Carim Cã do clã curdo Zande, mas a união foi impedida pela vitória de Carim sobre Ali-Mardan Cã. Azad Cã teve que recuar, mas infligiu uma pesada derrota ao exército Zand que o perseguia e então tomou a fortaleza de Karim, Pari, perto de Malayer. Em 1754, Azad, aliado ao chefe Afshar Fath-Ali Cã, atacou Karim em Qomesa e ocupou Xiraz, levando-o para Kazerun. Os zandes finalmente derrotaram Fath-Ali Cã e tomaram Xiraz em 29 de novembro de 1754, marcando a reversão da sorte de Azade. Em junho de 1757, ele havia perdido Isfahan, Tabriz e Úrmia para os ressurgentes Qajars de Mazandaran sob o comando de Maomé Haçane Cã Cajar. Azade fugiu para Bagdá e, após uma tentativa frustrada de retorno, refugiou-se na corte de Erekle II em Tiblísi, Geórgia, em 1760. Em 1762, ele se rendeu ao vitorioso Karim Cã, na época o mestre de todo o norte do Irã, e terminou seus dias como pensionista honrado de Carim em Xiraz. Azade morreu em 1781 e, de acordo com seu testamento, foi enterrado em sua terra natal, em Cabul, centenas de quilômetros a leste.

## Legado
JR Perry explica que Azade era visto como "corajoso e cavalheiresco". Ele parece ter nutrido a ideia de criar um império iraniano neo-safávida, ou talvez até neo-gilzai. No entanto, ao contrário dos seus concorrentes rivais, Azade era "um estrangeiro sem qualquer fonte duradoura de apoio no Irão ocidental - um pastó sunita sem base urbana ou tribal-territorial, e que nunca foi capaz de adquirir um descendente safávida para legitimar a sua autoridade". O poder da tribo Ghilzay no Afeganistão havia sido destruído anteriormente por Nader Xá e eles foram substituídos na década de 1750 peloo Durrani. Durante o exílio de Azade em Bagdá, em 1758-59, a maioria dos seus seguidores Ghilzay no Irão, constituídos por tropas e colonos não combatentes, foram massacrados pelo governador Cajar de Mazandarã e depois pelos zandes.